# Scleropages
Scleropages es un género de peces de la familia Osteoglossidae que se encuentran en Asia y Australia.

## Evolución
El ancestro de las arowanas australianas, S. jardinii y S. leichardti, divergió del ancestro de las arowanas asiáticas hace unos 140 millones de años, durante el Cretácico Temprano . La similitud morfológica de las siete especies muestra que recientemente se han producido pocos cambios evolutivos en estos antiguos peces. El género tuvo una distribución mucho más amplia durante el Cenozoico temprano, con restos fósiles conocidos del Paleoceno descubiertos en Níger y Bélgica,  y del Eoceno en China.
En 2003, un estudio redescribió varias variedades de color de S. formosus en cuatro especies distintas. La mayoría de los expertos cuestionan esta reclasificación, argumentando que los datos publicados son insuficientes para justificar el reconocimiento de más de una especie de Scleropages del sudeste asiático y que se encontraron haplotipos divergentes utilizados para distinguir las cepas de color en especies aisladas dentro de una sola cepa de color, lo que contradice los hallazgos. Se consideran monotípicos, es decir, que consisten en haplotipos estrechamente relacionados en función del color.

## Especies
Actualmente hay 4 especies reconocidas en este género:
| Imagen | Nombre científico                               | Nombre común                                                         | Distribución |
| ------ | ----------------------------------------------- | -------------------------------------------------------------------- | --- |
|        | Scleropages formosus S. Müller & Schlegel, 1840 | Lengua huesuda asiática; arowana verde, arowana asiática             | Tailandia, Camboya, sur de Vietnam, Península Malaya, Sumatra, Borneo Occidental                                                                         |
|        | Scleropages inscriptus R Roberts, 2012          | Lengua huesuda de Myanmar, arowana de Myanmar                        | Myanmar |
|        | Scleropages jardinii Saville-Kent, 1892         | Saratoga del norte, lengua huesuda australiana, barramundi del norte | Sistema de drenaje del Golfo de Carpentaria, al oeste hasta el río Adelaida en el Territorio del Norte, en todo el norte de Queensland y en Nueva Guinea |
|        | Scleropages leichardti Günther, 1864            | Lengua huesuda moteada, saratoga                                     | Sistema del río Fitzroy en Australia |

## Filogenia
Árbol filogenético basado en el trabajo de Pouyaud, Sudarto y Teugels (2003).
|  | Osteoglossum bicirrhosum |
|  |                          |
|  | Osteoglossum ferreirai   |
|  |                          |

|  | Scleropages formosus (Arowana verde)                                                  |
|  |                                                                                       |
|  | Scleropages macrocephalus Pouyaud, Sudarto & Teugels 2003 (Arowana asiática plateada) |
|  |                                                                                       |

|  | Scleropages legendrei Pouyaud, Sudarto & Teugels 2003 (Gran arowana roja)        |
|  |                                                                                  |
|  | Scleropages aureus Pouyaud, Sudarto & Teugels 2003 (Arowana dorada de cola roja) |
|  |                                                                                  |

|  | Scleropages formosus (Arowana verde)                                                  |
|  |                                                                                       |
|  | Scleropages macrocephalus Pouyaud, Sudarto & Teugels 2003 (Arowana asiática plateada) |
|  |                                                                                       |

|  | Scleropages legendrei Pouyaud, Sudarto & Teugels 2003 (Gran arowana roja)        |
|  |                                                                                  |
|  | Scleropages aureus Pouyaud, Sudarto & Teugels 2003 (Arowana dorada de cola roja) |
|  |                                                                                  |

|  | Scleropages leichardti |
|  |                        |
|  | Scleropages jardinii   |
|  |                        |

|  | Scleropages formosus (Arowana verde)                                                  |
|  |                                                                                       |
|  | Scleropages macrocephalus Pouyaud, Sudarto & Teugels 2003 (Arowana asiática plateada) |
|  |                                                                                       |

|  | Scleropages legendrei Pouyaud, Sudarto & Teugels 2003 (Gran arowana roja)        |
|  |                                                                                  |
|  | Scleropages aureus Pouyaud, Sudarto & Teugels 2003 (Arowana dorada de cola roja) |
|  |                                                                                  |

|  | Scleropages formosus (Arowana verde)                                                  |
|  |                                                                                       |
|  | Scleropages macrocephalus Pouyaud, Sudarto & Teugels 2003 (Arowana asiática plateada) |
|  |                                                                                       |

|  | Scleropages legendrei Pouyaud, Sudarto & Teugels 2003 (Gran arowana roja)        |
|  |                                                                                  |
|  | Scleropages aureus Pouyaud, Sudarto & Teugels 2003 (Arowana dorada de cola roja) |
|  |                                                                                  |

|  | Scleropages leichardti |
|  |                        |
|  | Scleropages jardinii   |
|  |                        |

|  | Osteoglossum bicirrhosum |
|  |                          |
|  | Osteoglossum ferreirai   |
|  |                          |

|  | Scleropages formosus (Arowana verde)                                                  |
|  |                                                                                       |
|  | Scleropages macrocephalus Pouyaud, Sudarto & Teugels 2003 (Arowana asiática plateada) |
|  |                                                                                       |

|  | Scleropages legendrei Pouyaud, Sudarto & Teugels 2003 (Gran arowana roja)        |
|  |                                                                                  |
|  | Scleropages aureus Pouyaud, Sudarto & Teugels 2003 (Arowana dorada de cola roja) |
|  |                                                                                  |

|  | Scleropages formosus (Arowana verde)                                                  |
|  |                                                                                       |
|  | Scleropages macrocephalus Pouyaud, Sudarto & Teugels 2003 (Arowana asiática plateada) |
|  |                                                                                       |

|  | Scleropages legendrei Pouyaud, Sudarto & Teugels 2003 (Gran arowana roja)        |
|  |                                                                                  |
|  | Scleropages aureus Pouyaud, Sudarto & Teugels 2003 (Arowana dorada de cola roja) |
|  |                                                                                  |

|  | Scleropages leichardti |
|  |                        |
|  | Scleropages jardinii   |
|  |                        |

|  | Scleropages formosus (Arowana verde)                                                  |
|  |                                                                                       |
|  | Scleropages macrocephalus Pouyaud, Sudarto & Teugels 2003 (Arowana asiática plateada) |
|  |                                                                                       |

|  | Scleropages legendrei Pouyaud, Sudarto & Teugels 2003 (Gran arowana roja)        |
|  |                                                                                  |
|  | Scleropages aureus Pouyaud, Sudarto & Teugels 2003 (Arowana dorada de cola roja) |
|  |                                                                                  |

|  | Scleropages formosus (Arowana verde)                                                  |
|  |                                                                                       |
|  | Scleropages macrocephalus Pouyaud, Sudarto & Teugels 2003 (Arowana asiática plateada) |
|  |                                                                                       |

|  | Scleropages legendrei Pouyaud, Sudarto & Teugels 2003 (Gran arowana roja)        |
|  |                                                                                  |
|  | Scleropages aureus Pouyaud, Sudarto & Teugels 2003 (Arowana dorada de cola roja) |
|  |                                                                                  |

|  | Scleropages leichardti |
|  |                        |
|  | Scleropages jardinii   |
|  |                        |